# Ctenognophos licheneus
Ctenognophos licheneus là một loài bướm đêm trong họ Geometridae.